# 京沙高速动车组列车
京沙高速动车组列车是中国铁路运行于首都北京市北京西站至湖南省省会长沙市长沙南站间的高速动车组列车，现每天开行4对列车，列车客运乘务由北京局集团石家庄客运段、武汉局集团武汉客运段、广州局集团长沙客运段、广九客运段共同担当。

## 历史
2012年12月26日，配合京广高速铁路开通，新增4对北京西至长沙南的高速动车组列车。
2017年7月1日，新增长沙南~北京西G534/533次列车。同年12月28日，为弥补武九客专开通后赣西地区无进京车的问题，G501/504次列车经由沪昆高铁延长至南昌西站始发终到，车次调整为G485/484、G486/483次。
2019年4月10日，G84/533次列车延长至邵阳站始发终到。
2022年6月20日，因京广高速铁路车次重排，北京西~长沙南间始发终到的高速动车组列车车次变更为G83/84次、G501-502次、G504-505次、G507-508次，G503/506次列车延长至株洲西站始发终到。
2023年1月3日，配属广州局的CR400AF-Z开始担当G84次列车，这是广州局首趟由智能复兴号担当的车次。

## 使用列车

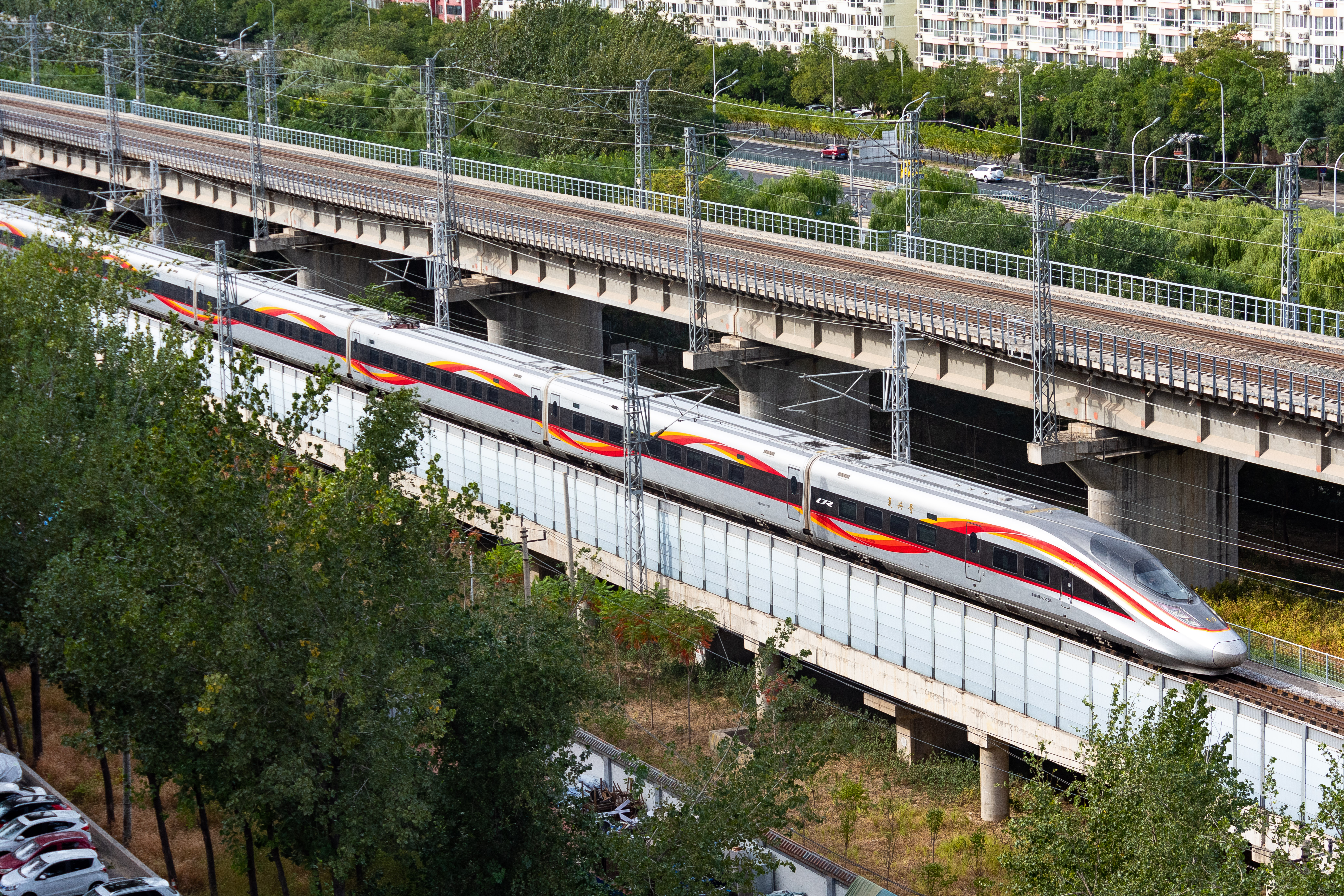
G84次列车行驶于北京青塔

G83次列车使用配属广州局集团深圳动车运用所的CR400AF-A；G84次列车使用配属广州局集团长沙动车运用所的CR400AF-A；G501/508次列车使用配属北京局集团北京南动车运用所的CR400BF-Z，重联运行；G504次列车使用配属于武汉局集团武汉动车运用所的CR400AF-A；G505次列车使用配属广州局集团长沙动车运用所的CR400AF-AZ；G507/502次列车使用配属广州局集团长沙动车运用所的CR400AF-Z，重联运行。

## 其他行驶北京与长沙间的过路车次
长沙是华北、华中地区来往西南、华南地区高速列车的咽喉节点。受此影响，除以上列出的京沙车次外，来往北京和长沙的高速列车约为21.5对。
- 京赣高速动车组列车：G485/484、G486/483次（1对）
- 京昆高速动车组列车：G75/76次、G401/402次（2对）
- 京粤高速动车组列车 (北京到广州)：G77/78次、G339/340次、G1579/1580次（3对）
- 京粤高速动车组列车 (北京到深圳)：G81/82次、G335/336次（2对）
- 京粤高速动车组列车 (北京到珠海)：G337/338次（1对）
- 京邕高速动车组列车：G93/94次、G421/422次（2对）
- 京张高速动车组列车：G689/688、G687/690次（1对）
- 京港高速动车组列车：G79/80次（1对）
- 京港卧铺高速动车组列车：G898次（0.5对）
- 京贵高速动车组列车：G73/74次（1对）
- 京邵高速动车组列车：G811/812次（1对）
- 京株高速动车组列车：G503/506次（1对）
- G481/480、G479/482次列车：G481/480、G479/482次（1对）